# Bataille de Port Republic
Guerre de Sécession
Batailles
Campagne de la vallée de Shenandoah (1862)
- 1re Kernstown
- McDowell
- Front Royal
- 1re Winchester
- Good's Farm
- Cross Keys
- Port Republic

La bataille de Port Republic s'est déroulée le 9 juin 1862, dans le comté de Rockingham, Virginie, lors de la campagne de la vallée de Shenandoah menée par l'armée confédérée du major général Thomas J. "Stonewall" Jackson pendant la guerre de Sécession. Port Republic est un combat violent entre deux ennemis tout aussi déterminés et la bataille la plus sanglante que l'armée de la vallée de Jackson a livré pendant cette campagne. Ensemble, la bataille de Cross Keys (livrée le jour précédent) et celle de Port Republic sont des victoires décisives de la campagne de la vallée de Shenandoah de Jackson, obligeant les armées de l'Union à se retirer et laissant Jackson libre de renforcer le général Robert E. Lee pour la bataille des sept jours près de Richmond, Virginie.

## Contexte

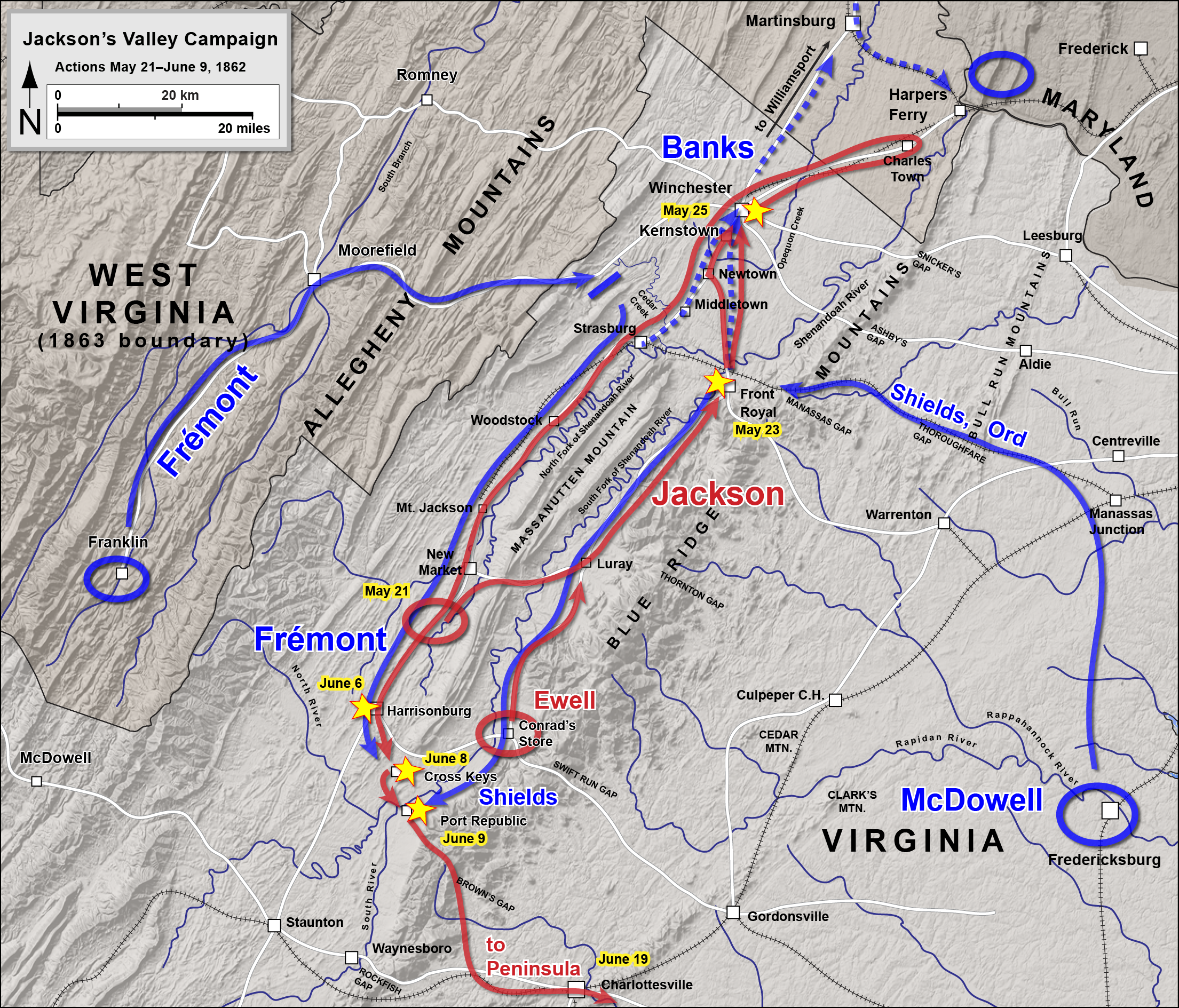
Campagne de la vallée de Shenandoah de Jackson : de Front Royal à Port Republic.

Pendant la nuit du 8 au 9 juin 1862, la « Stonewall Brigade » commandée par le brigadier général Charles S. Winder est retirée de sa position avancée près de Bogota (une grande maison, propriété de Gabriel Jones) et rejoint la division de Jackson à Port Republic. Les pionniers confédérés construisent un pont de chariots sur la branche sud de la rivière rivière Shenandoah à Port Republic. La brigade de Winder reçoit la tâche d'être le fer de lance lors d'un assaut contre les forces de l'Union à l'est de la rivière. La brigade du Isaac R. Trimble et des éléments du colonel John M. Patton, Jr., sont laissés pour retarder les forces du major général John C. Frémont à Cross Keys, alors que le reste de la division du major général Richard S. Ewell marche vers Port Republic pour être en mesure de soutenir l'attaque de Winder.
La brigade du brigadier général Erastus B. Tyler rejoint la brigade du colonel Samuel Carroll au nord de Lewiston sur la route de Luray. Le reste de la division du brigadier général James Shields s'étend le long des routes boueuses vers Luray. Le général Tyler, commandant les troupes sur le terrain, avance à l'aube du 9 juin 1862 dans les alentours de Lewiston. Il ancre la gauche de sa ligne sur une batterie positionnée sur Lewiston Coaling, étendant son infanterie à l'ouest le long de Lewiston Lane jusqu'à South Fork près du site de Lewis's Mill. La droite et le centre sont soutenus par de l'artillerie, 16 canons en tout.

## Forces en présence

### Union

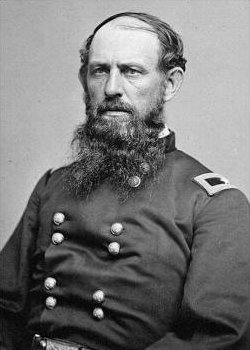
Brigadier général Erastus B. Tyler
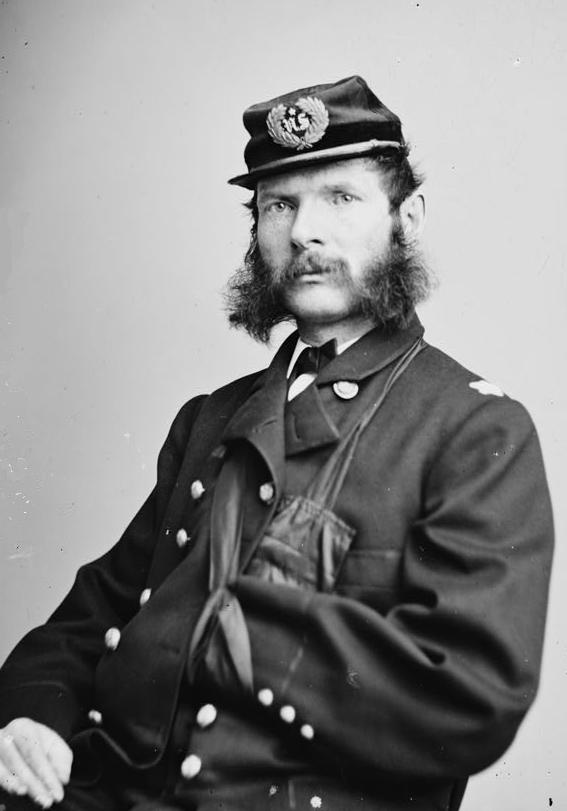
Colonel Samuel S. Carroll

### Confédération

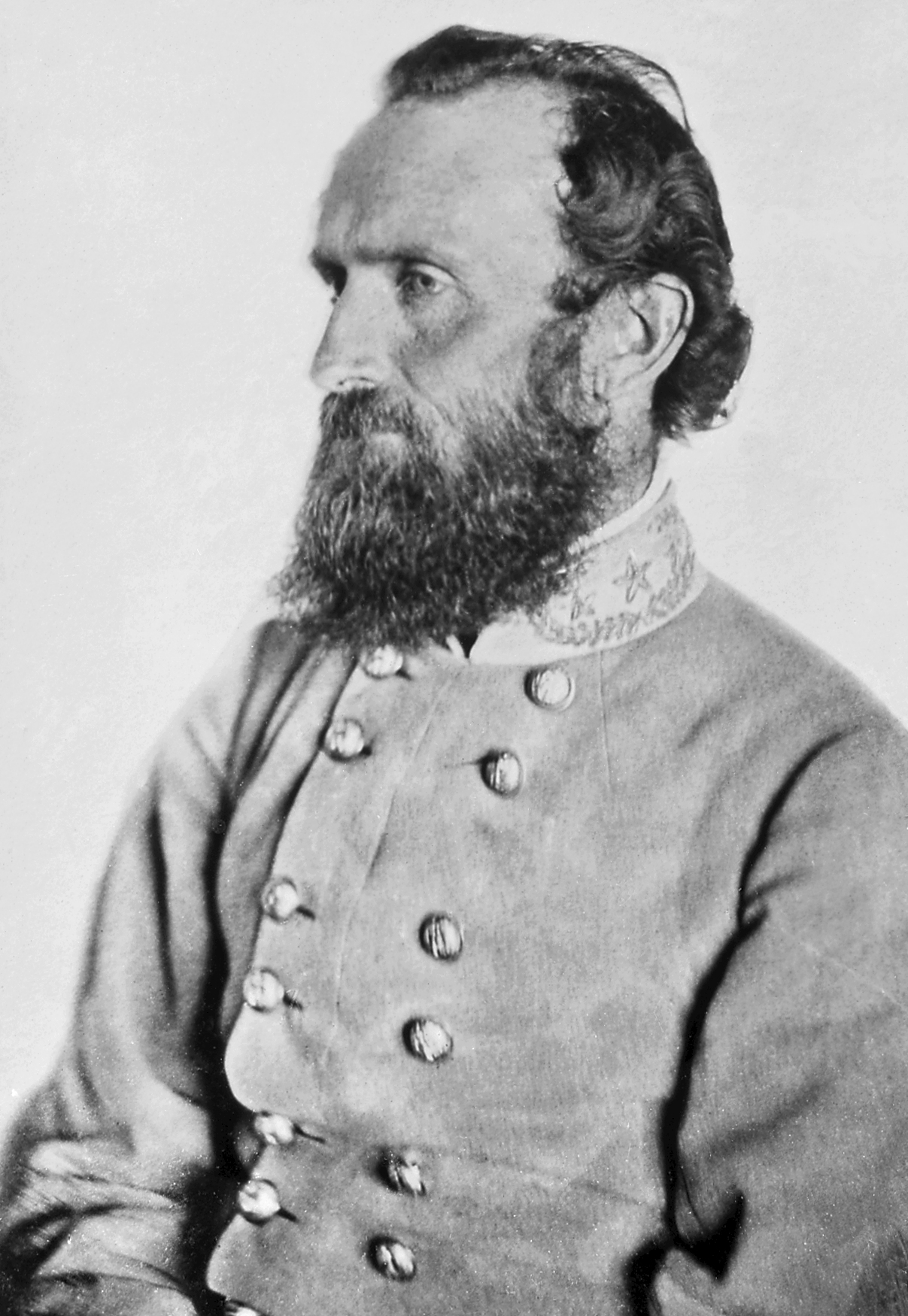
Major général Thomas J. Jackson
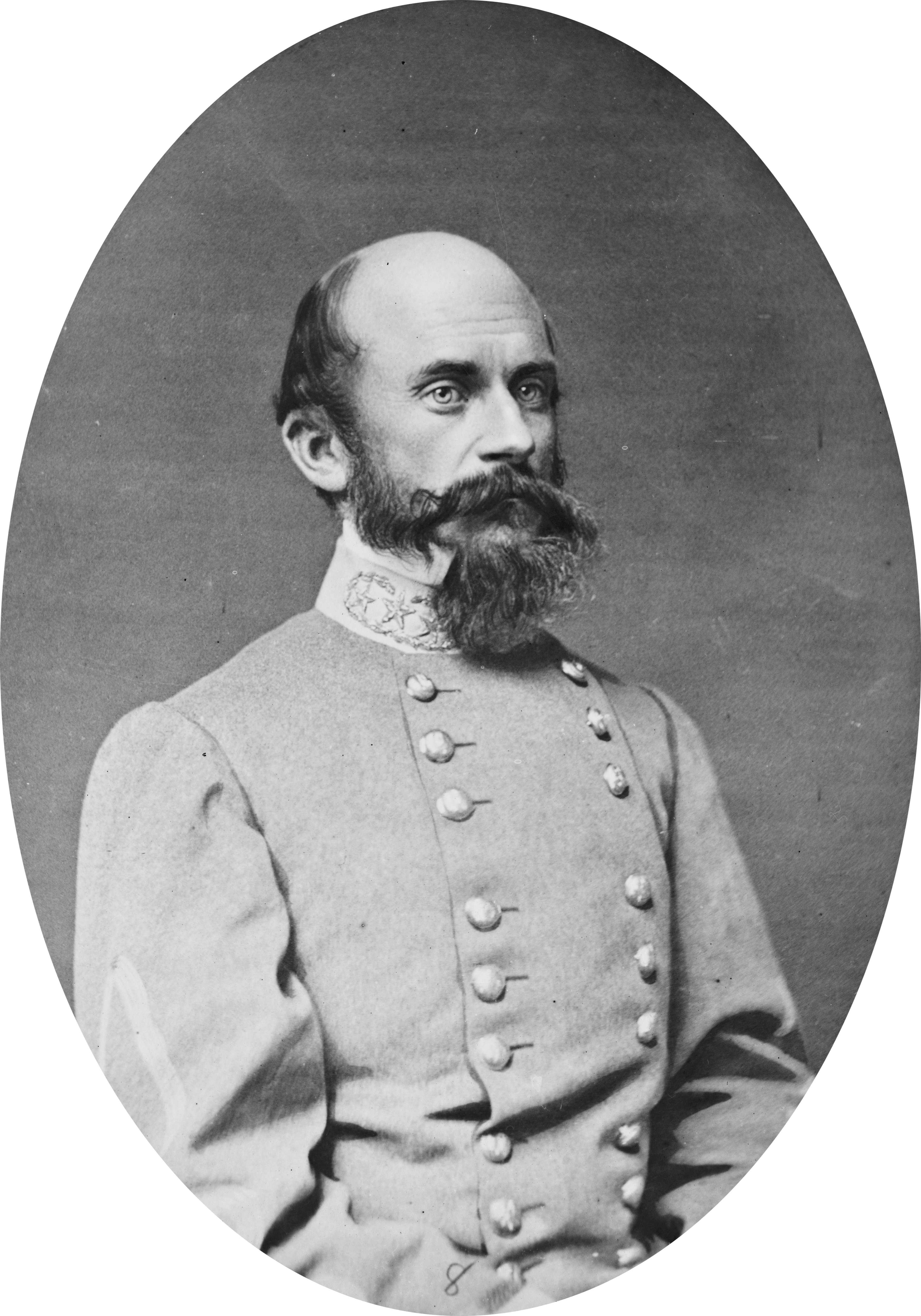
Major général Richard S. Ewell

## Bataille

Bataille de Port Republic.

La brigade de Winder traverse la rivière à 5 heures du matin et se déploie pour attaquer à l'est à partir des terres en contrebas. Winder envoie deux régiments (2nd Virginia et 4th Virginia) dans les bois pour flanquer la ligne de l'Union et assaillir le Coaling. Quand la principale ligne de bataille confédérée avance, elle tombe sous un tir soutenu de l'artillerie de l'Union et est rapidement clouée au sol. Les batteries confédérées sont mises en place dans la plaine mais sont surpassées en puissance de feu et forcées à se retirer sur des positions plus sures. Les brigades d'Ewell se précipitent en avant pour traverser la rivière. En voyant la force de l'artillerie de l'Union à Coaling, Jackson envoie la brigade de Richard Taylor (comprenant les fameux tigres de Louisiane) sur la droite dans les bois pour soutenir la colonne qui fait le mouvement de contournement au travers des épais taillis.
La brigade de Winder renouvelle son assaut sur la droite et le centre de l'Union, subissant de lourdes pertes. Le général Tyler déplace deux régiments du Coaling sur sa droite et lance une contre attaque, repoussant les forces confédérées sur près de 800 mètres. Pendant que cela se produit, les premiers régiments confédérés sondent les défenses du Coaling, mais sont repoussés.
Trouvant une résistance plus forte qu'escomptée, Jackson ordonne aux dernières forces d'Ewell encore au nord de Port Republic de traverser les rivières et de brûler le pont sur la North Fork. Ces renforts atteignent Winder, renforçant sa ligne et arrêtant la contre attaque de l'Union. La brigade de Taylor atteint une position dans les bois sur le Coaling et lance une attaque violente, qui emporte la colline, capturant cinq canons. Tyler répond immédiatement par une contre attaque, utilisant ses réserves. Ces régiments, lors d'un combat au corps à corps, reprennent la position. Taylor déplace un régiment à l'extrémité droite pour contourner la ligne de bataille de l'Union.  L'attaque confédérée déferle pour capturer le Coaling. Cinq canons capturés sont retournés contre les restes de la ligne de l'Union. Avec la perte du Coaling, la position de l'Union le long de Lewiston Lane devient intenable, et Tyler ordonne la retraite vers 10 heures 30. Jackson ordonne une progression générale.
La brigade confédérée, fraiche, de William B. Taliaferro arrive de Port Republic et presse les fédéraux qui retraitent sur plusieurs kilomètres au nord le long de la route de Luray, faisant plusieurs centaines de prisonniers. L'armée confédérée est laissée sur le champ de bataille. Peu après midi, l'armée de Frémont commence à se déployer sur la rive ouest de South Fork, trop tardivement pour aider les troupes défaites de Tyler, et regarde, impuissant, de l'autre côté de la rivière gonflée par les pluies. Frémont déploie l'artillerie sur les hauteurs pour harceler les forces confédérées. Jackson se retire graduellement sur la route étroite dans les bois et concentre son armée aux alentours de Mt. Vernon Furnace. Jackson espère que Frémont va traverser la rivière et l'attaquer le lendemain, mais pendant la nuit Frémont se retire vers Harrisonburg.

## Conséquences
Après les deux défaites de Cross Keys et de Port Republic, les armées de l'Union retraitent, laissant à Jackson le contrôle de la région supérieure et moyenne de la vallée de Shenandoah et libre de renforcer avec son armée Robert E. Lee devant Richmond lors de la bataille des sept jours.